# Marco Insam
Marco Insam (Selva di Val Gardena, 5 giugno 1989) è un hockeista su ghiaccio italiano, milita come attaccante nel Ritten Sport, squadra della Alps Hockey League.

## Biografia
È figlio di Adolf, vincitore di 15 campionati italiani di hockey su ghiaccio, di cui 4 come giocatore, 7 come allenatore e 4 come direttore sportivo.

## Carriera

### Club
Marco Insam giocò fino al 2006 nelle giovanili dell'HC Milano Vipers, disputando un incontro in Serie A nella stagione 2006-07 prima di trasferirsi in Canada presso i Notre Dame Hounds, squadra giovanile della SMHL. Dopo la prima esperienza nordamericana Insam ritornò ai Vipers per disputare la stagione 2007-08, conclusasi con 25 punti raccolti in 41 apparizioni. Al termine di quell'anno fu selezionato nell'Import Draft della Canadian Hockey League, scelto in 71ª posizione dai Niagara IceDogs, squadra dell'Ontario Hockey League. Con la maglia degli IceDogs nel corso di due stagioni Insam collezionò 141 presenze, 37 reti e 32 assist. Nell'agosto del 2010 ritornò in Italia firmando un contratto con l'HC Bolzano.
Nella sua stagione d'esordio con la maglia del Bolzano fu allenato dal padre Adolf Insam, mentre la squadra riuscì ad arrivare alle semifinali per lo scudetto dove furono sconfitti dai futuri campioni d'Italia dell'HC Asiago. Riconfermato per la stagione 2011-2012 Insam vinse il primo scudetto della propria carriera. Fra il 2010 e il 2012 registrò tre apparizioni in Serie A2 con i farm team dei biancorossi: l'HC Appiano e l'HC Pergine, mentre nel 2012 conquistò anche la Supercoppa italiana.
Nell'estate del 2013 prolungò il proprio contratto con il Bolzano, iscrittosi da quell'anno al campionato sovranazionale EBEL. Con la maglia degli altoatesini vinse la EBEL 2013-2014.
Rimase con i biancorossi anche per le tre stagioni successive, finché nel maggio del 2017 ottenne un contratto di try-out di due settimane con il Porin Ässät, squadre della Liiga, il massimo campionato finlandese. Il provino andò a buon fine e firmò dapprima un contratto di prova fino a novembre, poi prolungato fino a fine stagione.
Dopo una sola annata in Finlandia, il 14 giugno 2018 firmò il contratto che ufficializzò il ritorno all'Hockey Club Bolzano per la stagione 2018-2019; assieme a lui giunse a Bolzano anche il suo compagno di linea all'Ässät, il centro finlandese Matti Kuparinen. Grazie ai 29 punti messi a segno (miglior score per il giocatore in EBEL), venne riconfermato anche per la stagione successiva.
Divenuto una bandiera dei Foxes, dei quali ricopre il ruolo di capitano alternativo dal 2015-2016 (eccettuata la parentesi al Porin Ässät), rinnovò il proprio contratto anche per i campionati 2020-2021 e 2021-2022.
Nell'estate del 2022, dopo undici stagioni in biancorosso, le strade di Insam e del Bolzano si divisero. Poche ore dopo l'annuncio del mancato rinnovo, il giocatore firmò con il Renon, per la sua prima esperienza in Alps Hockey League. Il contratto gli fu poi rinnovato per una seconda stagione.

### Nazionale
Marco Insam giocò nelle formazioni giovanili U18 e U20 della Nazionale italiana vincendo nel 2006 il titolo di Seconda Divisione U18 e nel 2008 quello di Seconda Divisione U20, entrambi disputati in Italia. Insam raccolse in due stagioni fra U18 e U20 un totale di 25 presenze e ben 26 punti nelle competizioni ufficiali. Nel 2008 ai campionati mondiali U20 fu il capocannoniere e venne nominato miglior giocatore dell'Italia.
Esordì con la Nazionale maggiore nel 2008, partecipando nel medesimo anno al Mondiale di Gruppo A in Canada.
Nel 2010 disputò il Mondiale in Germania, mentre l'anno seguente vinse il titolo di Prima Divisione in Ungheria. Nella stessa competizione realizzò la sua prima rete con la maglia azzurra nel match vinto 6-0 contro la Corea del Sud. Nella primavera del 2012 partecipò al Mondiale di Top Division in Svezia.
Nel 2013 prese parte al torneo di qualificazione olimpica per i giochi di Soči 2014 e al Mondiale di Prima Divisione in Ungheria. Nel 2014 partecipò al Mondiale in Bielorussia.
Nel 2015 disputò il Mondiale di Prima Divisione in Polonia. Nel febbraio 2016 vinse con il Blue Team il torneo preolimpico di Cortina d'Ampezzo. Nella primavera dello stesso anno partecipò al Mondiale di Prima Divisione in Polonia, in cui l'Italia riuscì a guadagnarsi la promozione in Top Division. In estate disputò il torneo preolimpico in Norvegia.
Nel 2017 partecipò ai Mondiali in Germania. Nel match contro la Lettonia siglò la sua prima rete in un Mondiale di Top Division. L'anno seguente disputò i Mondiali di Prima Divisione in Ungheria,  in cui l'Italia riuscì a riguadagnarsi l'accesso ai Mondiali di Gruppo A.
Nel 2019 prese parte ai Mondiali Élite in Slovacchia,  dove la Nazionale italiana chiuse il torneo con un'insperata salvezza nell'ultima gara contro l'Austria.  Nel maggio 2021 dovette rinunciare alla convocazione per i Mondiali di Top Division in Lettonia per infortunio. L'agosto seguente, sempre per problemi fisici, dovette rinunciare al torneo di qualificazione olimpica di Riga.
A distanza di tre anni dalla sua ultima partecipazione ad una rassegna iridata, nel 2022 disputò i Mondiali di Gruppo A di Helsinki, che si conclusero con la retrocessione degli Azzurri in Prima Divisione.
L'anno successivo prese parte ai Mondiali di Iª Divisione - Gruppo A di Nottingham.

## Palmarès

### Club
- Campionato italiano: 2

Bolzano: 2011-2012
Renon: 2023-2024
- Campionato austriaco: 1

Bolzano: 2013-2014
- Alps Hockey League: 1

Renon: 2023-2024
- Supercoppa italiana: 2

Bolzano: 2012
Renon: 2024

### Nazionale
- Campionato mondiale di hockey su ghiaccio - Prima Divisione: 1

Ungheria 2011
- Campionato mondiale di hockey su ghiaccio Under-20 - Seconda Divisione: 1

Italia 2008
- Campionato mondiale di hockey su ghiaccio Under-18 - Seconda Divisione: 1

Italia 2006

### Individuale
- Maggior numero di reti nel Campionato mondiale di hockey su ghiaccio Under-20 - Seconda Divisione: 1

Italia 2008 (8 reti)
- Top Player on Team del Campionato mondiale di hockey su ghiaccio Under-20 - Seconda Divisione: 1

Italia 2008
- Maggior numero di reti per un difensore della Serie A: 1

2024-2025 (2 reti)